# Antoni Radczenko
Antoni Radczenko; lit. Antonis Radčenko (ur. 21 września 1979) – litewski dziennikarz i publicysta narodowości polskiej, działacz społeczności polskiej na Litwie.

## Życiorys
W 1997 ukończył Szkołę Średnią im. Adama Mickiewicza w Wilnie, a w 2002 prawo na Uniwersytecie w Białymstoku. Studiował również reżyserię.
Pracował m.in. jako kierownik służby audytorskiej w Poliklinice w Nowej Wilejce. W latach 1998–2000 był dziennikarzem „Gazety Wileńskiej”, a w latach 2000–2002 był jednym z redaktorów wileńskiego pisma literackiego „Chaos”. Na łamach „Chaosu” publikował również własne teksty literackie (m.in. jako Antoni Pacuk-Radczenko). Był także redaktorem portalu internetowego „Regiopolis” i dziennikarzem gazety „Nasz Czas”. W latach 2009–2011 współpracował z „Kurierem Wileńskim”. Od 2012 był redaktorem naczelnym polskojęzycznej wersji portalu „Delfi.lt”. W 2013 został redaktorem naczelnym portalu informacyjnego Radia „Znad Wilii” – zw.lt. Współpracuje z dwumiesięcznikiem „Nowa Europa Wschodnia”. W lipcu 2019 wraz z żoną Eweliną Mokrzecką ogłosił rezygnację z pracy w redakcji zw.lt. Obecnie pracuje w dzienniku "Kurier Wileński", współpracuje z telewizją LRT. W latach 2020–2021 - prezes Polskiego Klubu Dyskusyjnego w Wilnie. 
W 2007 z ramienia Polskiej Partii Ludowej bezskutecznie ubiegał się o mandat radnego Wilna w wyborach samorządowych. Działał także w organizacji społecznej „Pilietinė unija” oraz grupie artystycznej „TKM”. Był jednym z pomysłodawców i organizatorów Wileńskiej Karnawałowej Akcji Charytatywnej „Darujmy uśmiechy”. Laureat nagrody dziennikarskiej za rok 2018 Departamentu Mniejszości Narodowych przy Rządzie RL.

## Odznaczenia
- Srebrna Odznaka Honorowa "Za Zasługi" (III Stopnia) Departamentu Mniejszości Narodowych przy Rządzie RL – 2024[9][10]